# Rói Patursson
Rói Reynagarð Patursson (født 21. september 1947 i Tórshavn) er en færøsk forfatter og tidligere rektor.
Patursson er uddannet mag.art. i filosofi fra Københavns Universitet i 1985. Han boede i København fra 1970 til 1985, og derefter flyttede han tilbage til Tórshavn på Færøerne. I perioden 1985–1987 underviste han ved Fróðskaparsetur Føroya (Færøernes universitet). 1987–1988 underviste han på Skrivekunstakademiet i Bergen. Han var rektor ved Føroya Fólkaháskúli fra1988 til 2014. Hans afløser blev Annfinnur Heinesen, som er skuespiller.
Han modtog Nordisk Råds litteraturpris i 1986 for digtsamlingen Líkasum, samt Mentanarvirðisløn M. A. Jacobsens i 1969 og 1988.

## Udgivelser
- 1985 – Líkasum (digtsamling)
- 1983 – Spor í sjónum (digtsamling, pladeudgave)
- 1976 – Á alfaravegi (digtsamling)
- 1969 – Yrkingar (digtsamling)

## Priser og udmærkelser
- 1969 – Tórshavn byråds litteraturpris (Mentanarvirðisløn M. A. Jacobsens) for digtsamlingen Yrkingar
- 1986 – Nordisk Råds litteraturpris for digtsamlingen Líkasum
- 1988 – Tórshavn byråds litteraturpris (Mentanarvirðisløn M. A. Jacobsens)